# Bahnhof Braunau am Inn

Der Bahnhof Braunau ist ein Bahnhof der ÖBB in der Stadt Braunau am Inn in Oberösterreich.

## Lage
Der Bahnhof liegt direkt im Stadtzentrum nahe dem Inn. Er ist der letzte Bahnhof in Österreich, bevor die Bahnlinie den Inn überquert und den Ort Simbach am Inn erreicht. Züge aus Freilassing und Steindorf bei Straßwalchen enden in Braunau, Züge aus Linz und Neumarkt-Kallham fahren weiter nach Simbach.

## Ausstattung
Zwei Bahnsteige werden regelmäßig genutzt. Im Bahnhofsgebäude befindet sich ein Warteraum und Toiletten. Am Bahnsteig und im Warteraum befinden sich seit Jänner 2017 elektronische Fahrplan-Anzeigetafeln. Die zum Bahnhof zugehörigen Strecken sind nicht elektrifiziert und daher nur von Dieselfahrzeugen befahrbar.

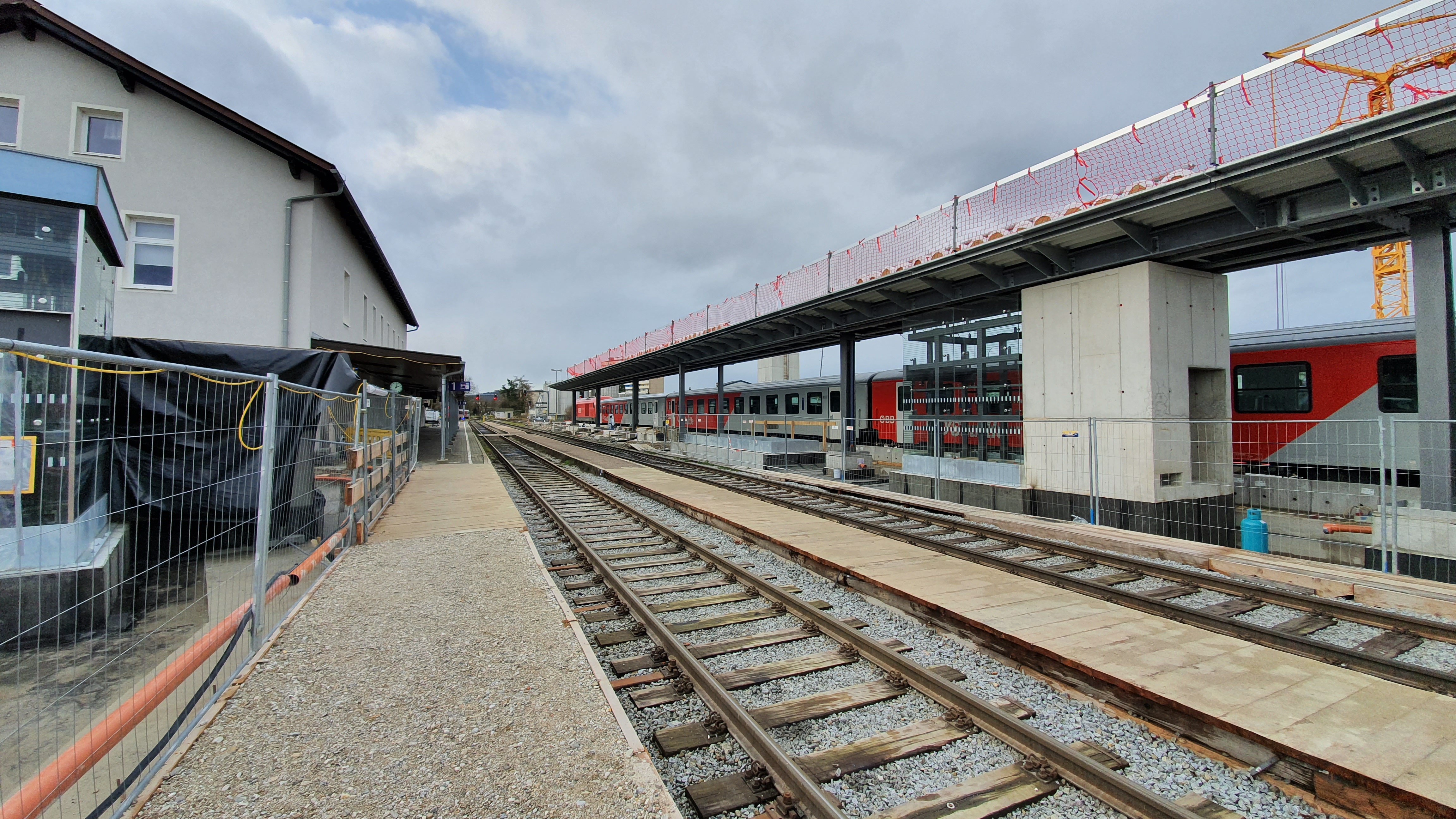
Blick auf den neu errichteten Inselbahnsteig im Dezember 2019

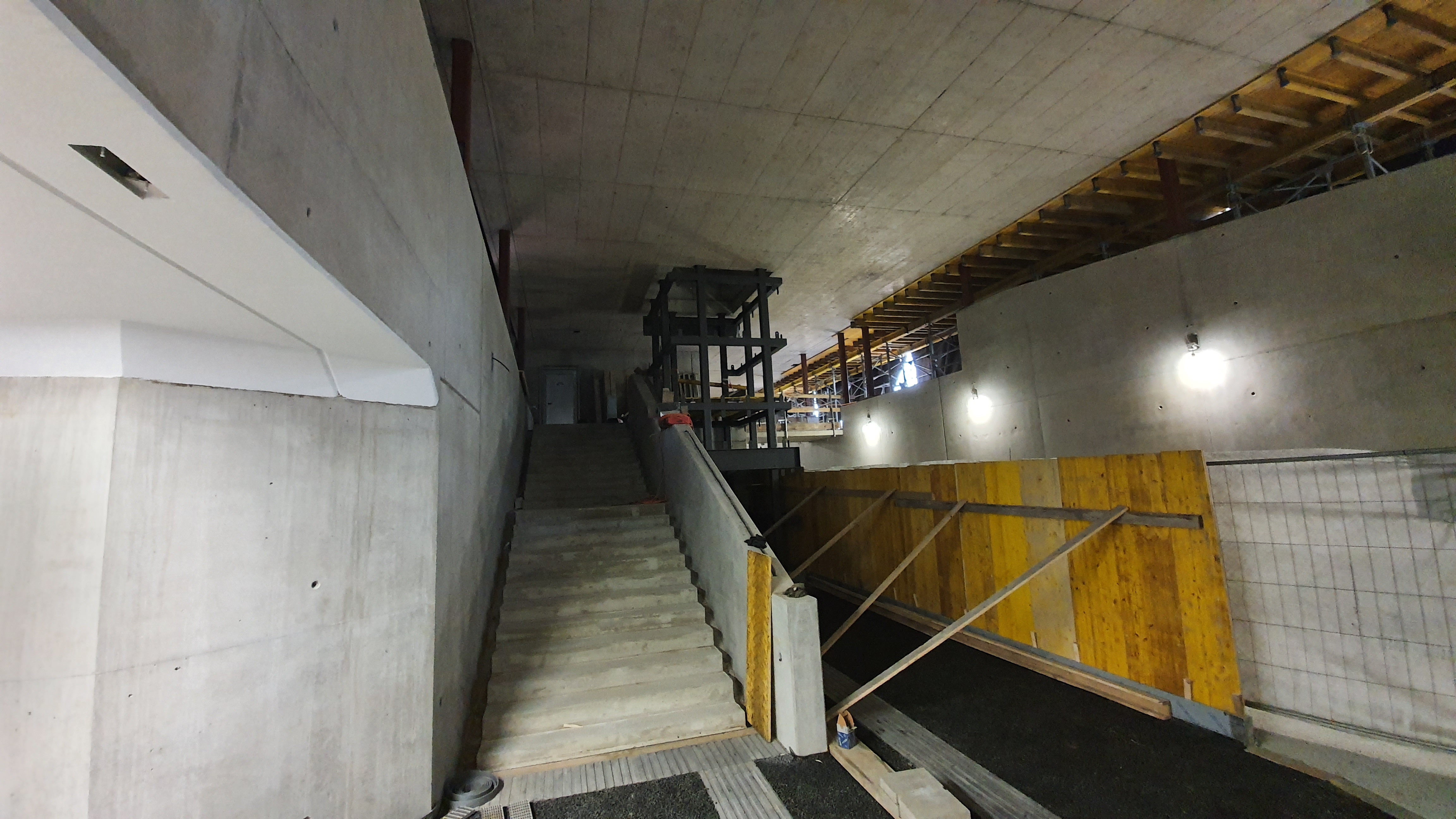
Rad- und Fußgeherunterführung im Stadtteil Laab mit Blick auf den Übergang zur Park&Ride-Anlage

Der Bahnhof wurde komplett saniert. Im Herbst 2018 starteten die Bauarbeiten. Ein elektronisches Stellwerk wurde errichtet, welches im Dezember 2019 in Betrieb ging. Außerdem wird eine Rad- und Fußgeherunterführung errichtet, welche die Bahnhofsstraße, den Bahnsteig und die Park&Ride-Anlage im Stadtteil Laab verbindet, daher wurde im Dezember 2019 der Bahnübergang Bahnweg aufgelassen. Es entstanden ein barrierefreier Randbahnsteig und ein Inselbahnsteig. Im Zuge des Umbaus wurde auch der Bahnübergang in der Laabstraße saniert und in der Josef-Reiter-Straße durch eine Unterführung ersetzt. Am Bahnhofvorplatz wurde eine Bike&Ride-Anlage und ein Busterminal errichtet. Die Bahnhofsmodernisierung wurde am 11. Dezember 2020 abgeschlossen.

## Verkehr
Bahnverkehr
| Linie | Strecke | Takt (min) | Anmerkung                                                                                 |
| ----- | --- | ---------- | ----------------------------------------------------------------------------------------- |
| R     | Braunau/Inn – St. Georgen/Mattig – Mauerkirchen – Uttendorf-Helpfau – Furth b. Mattighofen – Mattighofen – Schalchen-Mattighofen – Munderfing (– Achenlohe – Teichstätt –) Lengau – Friedburg – Straßwalchen West (– Steindorf b. Straßwalchen –) Neumarkt-Köstendorf – Seekirchen am Wallersee – SALZBURG HBF – Salzburg Mülln-Altstadt – Salzburg Aiglhof – Salzburg Taxham Europark – Salzburg Liefering – FREILASSING | '60        | morgens Verstärkerzüge, am Wochenende nur im Zweistundentakt                              |
| R     | Simbach am Inn (D) – Braunau am Inn – Hagenau – Mining – Mühlheim/Inn – Obernberg-Altheim – Geinberg – Gurten – Neuratting – RIED IM INNKREIS – Peterskirchen – Pram-Haag – Wendling – NEUMARKT-KALLHAM (– Grieskirchen-Gallspach – Bad Schallerbach-Wallern – Wels Hbf – LINZ HBF) | '60        | morgens Verstärkerzüge; einige Züge weiter nach Linz, an Sonntagen nur im Zweistundentakt |

Busverkehr
Der Bahnhof Braunau am Inn wird von den Buslinien 891 und 892 (Stadtbuslinien) bedient, wodurch sich ein regelmäßiger 15-Minuten-Takt Richtung Braunau Stadtplatz ergibt.